# Далла Кьеза, Карло Альберто
Карло Альберто далла Кьеза (итал. Carlo Alberto dalla Chiesa; 27 сентября 1920, Салуццо, провинция Кунео, Пьемонт — 3 сентября 1982, Палермо) — заместитель командующего корпуса карабинеров (1981—1982), префект Палермо (1982).

## Биография
Карло Альберто далла Кьеза родился 27 сентября 1920 года в Салуццо, в семье офицера Корпуса карабинеров Романо далла Кьеза. В 1941 году Далла Кьеза стал младшим лейтенантом итальянской армии и участвовал в боевых действиях на территории Югославии, в 1942 году поступил на службу в Корпус карабинеров и получил первое назначение в Кампании, где участвовал в розыске бандита Ла Марка. После падения в 1943 году режима Муссолини в Королевстве Италия и образования в северной части страны фашистской Итальянской социальной республики Далла Кьеза отказался от участия в боях против партизан, организовывал передачи подпольного радио с информацией для американских войск. После войны получил назначение в Бари, где получил высшее юридическое образование в Университете Бари, затем получил второе — в области политологии. В 1945 году назначен в Рим, в охрану резиденции премьер-министра, в 1947 году направлен в Казорию (провинция Неаполь) для борьбы с бандитизмом в Кампании, в 1948 году впервые получил назначение на Сицилию — в Корлеоне, где занимается расследованием ряда резонансных убийств, в том числе профсоюзного активиста Плачидо Риццотто.

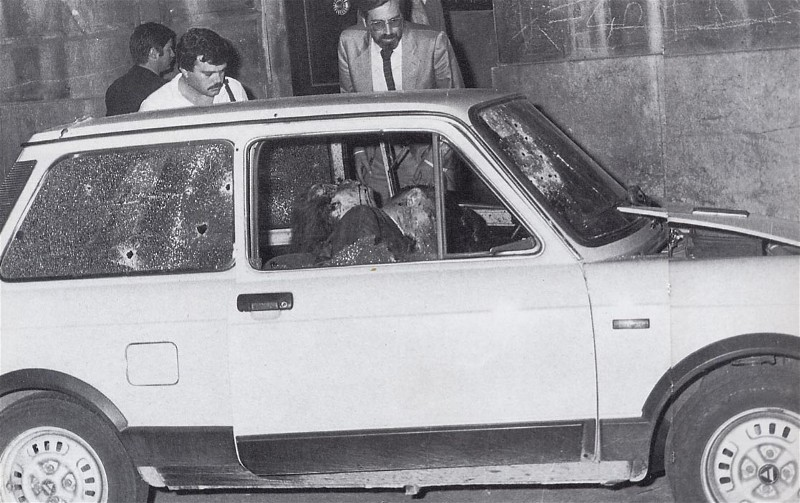
Машина Далла Кьеза и его спутников 3 сентября 1982 года.

Оставаясь на службе в Корпусе карабинеров, в 1966—1973 годах командовал легионом Палермо (после землетрясения 1968 года организовывал спасательные работы, в благодарность города Джибеллина и Монтеваго присвоили ему звание почётного гражданина). В этот период Далла Кьеза руководил расследованием громких убийств журналиста Мауро Де Мауро (16 сентября 1970) и прокурора Пьетро Скальоне (5 мая 1971), которое привело к «процессу 114», когда на скамье подсудимых оказалось множество боссов мафии. Бригадный генерал в Турине (1973—1977), командовал «дивизией Пастренго». После похищения Красными бригадами генуэзского судьи Марио Сосси Далла Кьеза организовал операцию внедрения агента в террористическую организацию, которая завершилась арестом лидеров группировки, в том числе Ренато Курчо и Альберто Франческини. После побега Курчо и других бригадистов из тюрьмы Casale Monferrato Далла Кьеза организовал успешную операцию поиска и добился решения о содержании террористов в тюрьмах строгого режима. В мае 1977 года занял должность координатора между службами безопасности и органами профилактики преступлений и исполнения наказаний. В сентябре 1978 года занялся координацией деятельности полицейских структур в борьбе против терроризма и добился значительных успехов в этой области. В 1979—1981 годах — дивизионный генерал корпуса карабинеров в Милане, в 1981—1982 годах — заместитель командующего Корпуса карабинеров. 2 мая 1982 года был назначен префектом Палермо с задачей решительной борьбы с мафией. 3 сентября 1982 года убит вместе с женой Эмануэлой Сетти Карраро и сотрудником охраны Доменико Руссо (Domenico Russo).
Исполнители преступления Антонино Мадония и Винченцо Галатоло были приговорены к пожизненным срокам заключения, сотрудничавшие со следствием соучастники Франческо Паоло Ансельмо и Калоджеро Ганчи получили по 14 лет тюрьмы. В общей сложности установлены 11 участников покушения, один остался неизвестным.

## Семья
29 июля 1945 года Далла Кьеза женился во Флоренции на Доре Фаббо. У супругов было трое детей: Рита (род. 1947), Нандо (род. 1949) и Мария Симона (род. 1953). В 1978 году Дора Далла Кьеза в возрасте 52 лет умерла от инфаркта, и Карло Альберто через 4 года женился на тридцатидвухлетней Эмануэле Сетти Карраро. Брак продлился 54 дня. Нандо далла Кьеза занялся политикой (был младшим статс-секретарём Министерства университетов во втором правительстве Проди), Рита далла Кьеза стала известной телеведущей.

## Награды
Указами президентов Италии был награждён четырежды (в том числе дважды — посмертно):
- Командор ордена «За заслуги перед Итальянской Республикой» (указ от 2 июня 1977 года)
- Великий офицер ордена «За заслуги перед Итальянской Республикой» (указ от 2 июня 1980 года)
- Золотая медаль «За гражданскую доблесть» (указ от 13 декабря 1982 года)
- Великий офицер Военного ордена Италии (указ от 17 мая 1983 года)

## В культуре

### Кинематограф
- «Сто дней в Палермо» (Cento giorni a Palermo, 1984)
- «Изумительный» (Il Divo, 2008)
- «Генерал. Воскрешая Карло Альберто далла Кьеза» (Generale. Rivivendo Carlo Alberto dalla Chiesa, 2012)
- «Мафия убивает только летом» (La mafia uccide solo d’estate, 2013)

### Телевидение
- «Генерал Далла Кьеза» (Il generale Dalla Chiesa, 2007)
- «Генерал Карло Альберто далла Кьеза» (Generale Carlo Alberto dalla Chiesa)
- «Босс боссов» (Il capo dei capi, 2007)
- «Команда генерала» (Il nostro generale, 2022)